# آشخانه
آشخانه، شهری در بخش مرکزی شهرستان سملقان در استان خراسان شمالی ایران است. این شهر، مرکز شهرستان سملقان است. مردم بومی این شهر را جمعیت کرد کرمانج تشکیل می‌دهد و جمعیت ترک و ترکمن‌ها بعداً به این شهر وارد شده‌اند این شهر چهارمین شهر بزرگ استان خراسان شمالی و به علت نزدیک بودن جاذبه‌های گردشگری فراوان در حومه شهری به نگین شهرهای خراسان شمالی مشهور است این شهر با مرکز استان بجنورد۴۰ کیلومتر فاصله دارد
و به نگین استان خراسان شمالی مشهور است

## مشاهیر
آشخانه مرکز شهرستانسملقان تا کنون مشاهیر زیادی را به خود دیده است‌این مشاهیر از جمله مشاهیرفرهنگی، سیاسی را به خود دیده است
یکی از اساتید موسیقی کرمانجی که آرامگاه ابدی او در امامزاده دلاور آشخانه وجود دارد
سهراب محمدی می‌باشد. که از آخرین بخشی‌های شمال خراسان بود.
احمد عضدی نویسنده و مترجم و شاعر بود که در سال ۱۴۰۳ فوت کرد و در روستایآزادگان به خاک سپرده شد. احمد عضدی صاحب ۱۹ اثر است و ترجمه قرآن به زبان کرمانجی یکی از آثار فاخر اوست سفرنامه‌های متعددی از او به یادگار مانده است
محمد مهدی شهریاری سیاستمدار و نماینده مجلس حوزه انتخابیه بجنورد،مانه،سملقان،رازو جرگلان،گرمه،جاجرم که در دوره مسئولیت سفارت آلمان را بر عهده داشت
علی مهرو شاعر و نویسنده اهل آشخانه که به سبک سعدی شعر می‌سرود.
سیاوش مهرو معلم، شاعر و نویسنده که آثار فاخر از او برجای مانده است
علی قربانی استاد دانشگاه، سیاستمدار که در دوره ای نمایندگی مجلس حوزه انتخابیه را بر عهده داشته است.
جلیل معظمی از اعضای شورای اسلامی آشخانه که چهره ای مقبول در میان مردم شهر دارد. و خدمت‌هایی در سال اخیر به مردم شهر نموده است.

## جغرافیا
بر پایه پژوهش‌ها جغرافیایی و زمین‌شناسی، سملقان دشتی است که از مخروطه افکنه‌ها با رسوبات آبرفتی در دوران سوم زمین‌شناسی شکل گرفته است و شهر آشخانه با شیب ملایمی بر روی این دشت قرار گرفته است.
شهر آشخانه نخستین شهر دروازه استان خراسان شمالی از سمت استان‌های شمالی ایران است. این شهر با بنای یک پل به دو قسمت تقسیم شده است و در کناره جاده آسیایی قرار دارد که نزدیک ۱۲۰ کیلومتر این‌جاده ترانزیتی از گستره شهرستان سملقان می‌گذرد.
این شهر دارای آب و هوای مدیترانه‌ای با زمستان‌های سرد و تابستان‌های گرم می‌باشد. گستره شهر آشخانه ۳۳۹ هکتار می‌باشد.
این شهر از منابع آب خوبی برخوردار است که از کوه‌های آلاداغ سرچشمه می‌گیرد و به همین خاطر کشاورزی و دامپروری در پیرامون آن رواج دارد. زبان گفتاری بیشتر مردم آشخانه کردی کرمانجی است و لهجه‌ای که با آن فارسی صحبت می‌کنند، فارسی بجنوردی است. شهر آشخانه قطب کشاورزی، دامپروری و بزرگ‌ترین شهرستان استان از دید گستردگی است.
از دیدگاه جغرافیای انسانی مردم این شهر اغلب دارای نژاد کرد کرمانج هستند و شهروندان ترکمن، ترک‌های خراسانی اقلیت محسوب می‌شوند، زبان کرمانجی در این شهر صحبت می‌شود.

## پیشینهٔ نام
- روایت اول: در زبان کردی کرمانجی به آسیاب آبی «اَش» گفته می‌شود که در گذشته به‌دلیل وجود چشمه‌های گفته شده در آشخانه و وجود آسیاب‌های آبی در جهت تبدیل گندم به آرد بوده است، «اَشخانه» گفته می‌شده که بعدها با تغییر لفظ از اَشخانه به آشخانه تبدیل شده است.
- روایت دوم: وجود سلسلهٔ اشکانیان در این منطقه که بعدها اَشکانه به آشخانه تبدیل شده است.
- روایت سوم: با توجه به اینکه در زمان‌های قدیم در این مکان عیش و نوش شاهان برگزار بوده به عیش خانه معروف بوده که بعدها این نام به آشخانه تغییر نام داد.
- طبق سند مالکیت خرید یک باب آسیاب آبی که در سال ۱۱۱۱ هجری قمری نگارش شده است و در اختیار آقای سیاوش مه رو از طایفه شاهقلی تاشگانلو قره چورلو هست نام آشخانه (هشت خانه) ثبت شده است که این سند تمام گفنه‌های دیگر در خصوص وجه تسمیه آشخانه را از بین می‌برد

## جمعیت
بر پایه سرشماری عمومی نفوس و مسکن در سال ۱۳۹۵، جمعیت شهر آشخانه برابر با ۲۵٬۱۰۴ نفر (۷٬۲۴۵ خانوار) بوده است.